# هنري بيلي
هنري بيلي (بالإنجليزية: Henry Bailey)‏ (1 يناير 1897 في المملكة المتحدة - 1 يناير 1965 بهامرسميث في المملكة المتحدة) هو لاعب كرة قدم بريطاني (وحمل سابقاً جنسية المملكة المتحدة لبريطانيا العظمى وأيرلندا) في مركز حراسة المرمى. لعب مع نادي إكزتر سيتي ونادي برينتفورد ونادي لوتون تاون ونادي ميلوول وThames A.F.C. ‏.